# Serge Poudrier
Serge Poudrier (né le 22 avril 1966 à Thetford Mines, Québec, Canada) est un joueur professionnel de hockey sur glace possédant la double nationalité française et canadienne.

## Carrière
Il commence sa carrière junior dans la Ligue de hockey junior majeur du Québec en jouant pour l'équipe des Draveurs de Trois-Rivières en 1983. Deux saisons plus tard, il joue toujours dans l'équipe et joue avec Éric Pinard mais à la fin de la saison, il décide de quitter l'Amérique du Nord et rejoint la France et la 2e division. Il joue alors trois saisons avec l'équipe d'Anglet.
En 1989, il signe avec les Girondins de Bordeaux qui évoluent alors dans la ligue élite française. Il ne reste que deux ans dans le Sud-Ouest de la France avant de rejoindre la Normandie et l'équipe des Dragons de Rouen en 1991. Il gagne sa première Coupe Magnus et un an plus tard, Éric Pinard le rejoint. Ensemble, ils vont gagner trois autres Coupes Magnus (1993, 1994 et 1995).
Alors que les Dragons pensent gagner le cinquième titre consécutif, ils sont défaits en finale 1996 et Serge Poudrier décide alors qu'il est temps pour lui d'aller voir ailleurs. Il rejoint ainsi l'Allemagne et la Deutsche Eishockey-Liga. Il signe une saison avec l'Augsburger Panther pour un an et ensuite pour l'équipe des Hannover Scorpions pour une nouvelle saison.
Il rejoint la Ligue nationale B suisse en 1998. Il passe alors une saison avec le Lausanne Hockey Club puis le début de la saison suivante avec Fribourg-Gottéron. Très vite, il signe de nouveau avec Lausanne avec qui il fera des aller-retour entre la Ligue nationale A et la B.
En 2004, il quitte l'Europe et rejoint dans son pays natal en signant pour l'équipe de sa ville le Prolab de Thetford Mines, équipe de la Ligue nord-américaine de hockey. En 2006, il met fin à sa carrière de joueur mais reste au sein de l'organisation en étant l'entraîneur adjoint. Il a ensuite fait partie du personnel d'entraîneurs des Tigres de Victoriaville (LHJMQ) puis a fait un retour en Suisse en tant que directeur technique du mouvement junior de Genève-Servette.

## Statistiques
Pour les significations des abréviations, voir Statistiques du hockey sur glace.
| Saison    | Équipe                     | Ligue    |    | Saison régulière | Saison régulière | Saison régulière | Saison régulière | Saison régulière |   | Séries éliminatoires | Séries éliminatoires | Séries éliminatoires | Séries éliminatoires | Séries éliminatoires |
| Saison    | Équipe                     | Ligue    | PJ | B                | A                | Pts              | Pun              | PJ               | B | A                    | Pts                  | Pun                  |                      |                      |
| 1983-1984 | Draveurs de Trois-Rivières | LHJMQ    | 66 | 14               | 39               | 53               | 41               | -                | - | -                    | -                    | -                    |                      |                      |
| 1984-1985 | Draveurs de Trois-Rivières | LHJMQ    | 62 | 20               | 52               | 72               | 22               | 7                | 1 | 9                    | 10                   | 6                    |                      |                      |
| 1985-1986 | Draveurs de Trois-Rivières | LHJMQ    | 55 | 29               | 38               | 67               | 61               | 3                | 1 | 1                    | 2                    | 2                    |                      |                      |
| 1986-1987 | Anglet Hormadi Élite       | France 2 |    | 55               | 36               | 91               | 36               |                  |   |                      |                      |                      |                      |                      |
| 1987-1988 | Anglet Hormadi Élite       | France 2 | 28 | 40               | 33               | 73               | 50               |                  |   |                      |                      |                      |                      |                      |
| 1988-1989 | Anglet Hormadi Élite       | France 2 | 20 | 18               | 23               | 41               | 40               |                  |   |                      |                      |                      |                      |                      |
| 1989-1990 | Girondins de Bordeaux      | France   | 36 | 18               | 28               | 46               | 26               |                  |   |                      |                      |                      |                      |                      |
| 1990-1991 | Girondins de Bordeaux      | France   | 27 | 13               | 18               | 31               | 22               | 6                | 1 | 5                    | 6                    | 7                    |                      |                      |
| 1991      | Dragons de Rouen           | CE       |    |                  |                  |                  |                  |                  |   |                      |                      |                      |                      |                      |
| 1991-1992 | Dragons de Rouen           | France   | 30 | 9                | 22               | 31               | 18               |                  |   |                      |                      |                      |                      |                      |
| 1992      | Dragons de Rouen           | CE       |    |                  |                  |                  |                  |                  |   |                      |                      |                      |                      |                      |
| 1992-1993 | Dragons de Rouen           | France   | 8  | 2                | 5                | 7                | 0                |                  |   |                      |                      |                      |                      |                      |
| 1993      | Dragons de Rouen           | CE       |    |                  |                  |                  |                  |                  |   |                      |                      |                      |                      |                      |
| 1993-1994 | Dragons de Rouen           | France   | 18 | 7                | 18               | 25               | 10               | 11               | 0 | 6                    | 6                    | 8                    |                      |                      |
| 1994      | Dragons de Rouen           | CE       |    |                  |                  |                  |                  |                  |   |                      |                      |                      |                      |                      |
| 1994-1995 | Dragons de Rouen           | France   | 27 | 13               | 14               | 27               | 18               | 8                | 2 | 0                    | 2                    | 8                    |                      |                      |
| 1995      | Dragons de Rouen           | CE       |    |                  |                  |                  |                  |                  |   |                      |                      |                      |                      |                      |
| 1995-1996 | Dragons de Rouen           | France   | 25 | 12               | 18               | 30               | 38               | 9                | 2 | 8                    | 10                   | 8                    |                      |                      |
| 1996-1997 | Augsburger Panther         | DEL      | 44 | 9                | 12               | 21               | 18               |                  |   |                      |                      |                      |                      |                      |
| 1997-1998 | Hannover Scorpions         | DEL      | 48 | 10               | 18               | 28               | 20               | 4                | 1 | 2                    | 3                    | 0                    |                      |                      |
| 1998-1999 | Lausanne HC                | LNB      | 33 | 11               | 25               | 36               | 79               | 4                | 1 | 4                    | 5                    | 2                    |                      |                      |
| 1999-2000 | Lausanne HC                | LNB      | 19 | 7                | 11               | 18               | 39               | 1                | 1 | 0                    | 1                    | 0                    |                      |                      |
| 1999-2000 | Fribourg-Gottéron          | LNA      | 8  | 1                | 2                | 3                | 4                |                  |   |                      |                      |                      |                      |                      |
| 2000-2001 | Lausanne HC                | LNB      | 36 | 12               | 31               | 43               | 40               | 17               | 4 | 13                   | 17                   | 26                   |                      |                      |
| 2001-2002 | Lausanne HC                | LNA      | 43 | 8                | 23               | 31               | 38               | 5                | 0 | 3                    | 3                    | 4                    |                      |                      |
| 2002-2003 | Lausanne HC                | LNA      | 41 | 4                | 19               | 23               | 26               |                  |   |                      |                      |                      |                      |                      |
| 2003-2004 | Lausanne HC                | LNA      | 33 | 6                | 18               | 24               | 16               | 9                | 1 | 1                    | 2                    | 8                    |                      |                      |
| 2004-2005 | Prolab de Thetford Mines   | LNAH     | 53 | 12               | 23               | 35               | 12               | 17               | 1 | 5                    | 6                    | 10                   |                      |                      |
| 2005-2006 | Prolab de Thetford Mines   | LNAH     | 49 | 5                | 23               | 28               | 36               | 18               | 1 | 8                    | 9                    | 20                   |                      |                      |

## Carrière internationale
Il représente la France lors de plusieurs compétitions internationales.
| Année | Équipe | Compétition |   | PJ | B | A | Pts | Pun                          |  | Résultat |
| 1991  | France | CM          | 7 | 2  | 1 | 3 | 0   | 11e place (3e de la poule B) |  |          |
| 1992  | France | JO          | 8 | 0  | 2 | 2 | 6   | 8e place                     |  |          |
| 1992  | France | CM          | 6 | 1  | 1 | 2 | 2   | 11e place                    |  |          |
| 1993  | France | CM          | 6 | 0  | 1 | 1 | 4   | 12e place                    |  |          |
| 1994  | France | JO          | 7 | 1  | 1 | 2 | 2   | 10e place                    |  |          |
| 1994  | France | CM          | 5 | 0  | 1 | 1 | 6   | 10e place                    |  |          |
| 1995  | France | CM          | 6 | 4  | 0 | 4 | 2   | 8e place                     |  |          |
| 1996  | France | CM          | 7 | 1  | 0 | 1 | 4   | 11e place                    |  |          |
| 1998  | France | JO          | 4 | 2  | 4 | 6 | 4   | 11e place                    |  |          |
| 1999  | France | CM          | 3 | 0  | 2 | 2 | 27  | 15e place                    |  |          |